# Villaverde (Allande)
Villaverde, o Viḷḷaverde en asturià, és una parròquia del conceyu asturià d'Allande. Té una superfície de 20,19 km² i una població de 104 habitants (INE Arxivat 2016-03-03 a Wayback Machine., 2011) repartides en els 6 nuclis que la formen.
El llogaret de Villaverde se situa a 700 msnm, en el marge esquerre del riu Abaniella. Es troba a uns 11 km de Pola de Allande amb una població de 20 habitants.
El seu codi postal és el 33890.

## Entitats de població
- Figueras
- Piniella
- Riovena
- Villavaser